# Marine de Nadaï
Pour les articles homonymes, voir Nadaï.
Marine de Nadaï, née le 2 juin 1988 à Martigues, est une joueuse internationale française de rugby à XV et de rugby à sept occupant le poste de deuxième ligne.

## Biographie
Elle a évolué en club avec Martigues Port de Bouc en rugby à VII avant de rejoindre en 2008 le Montpellier Hérault rugby pour jouer au rugby à XV. Elle remporte le Championnat de France féminin de rugby à XV en 2009, 2013, 2014, 2015 et 2017.
Sa première sélection en équipe de France a lieu le 5 février 2011. Elle est troisième du Trophée européen féminin de rugby à XV 2011 et de la Coupe du monde de rugby à XV féminin 2014, et remporte le Tournoi des Six Nations féminin 2014.
Elle a également été clarinettiste et tambourinaire.